# 寄居宗家
寄居宗家（よりいそうけ）は群馬県太田市に本拠を置く的屋系暴力団

## 略歴
平成元年（1989年）5月、住吉連合会（後の住吉会）本部長・小林楠扶（小林会会長）は、寄居一家寄居真会会長に舎弟盃を与えた。これを切っ掛けに、住吉連合会と寄居一家の抗争事件が勃発した。